# 珍島犬警報
珍島犬警報（ちんとうけんけいほう、朝鮮語: 진돗개 경보）は珍島犬にちなんだ大韓民国の対朝鮮民主主義人民共和国用の非常事態警報。
北朝鮮の武装スパイが韓国侵攻すると、韓国が予想する際に発令される。軍の防衛体制警報であるデフコンとは別である（デフコンと同時に発令されることもある）。

## レベル
珍島犬3号（진돗개 셋、Jindotgae Seot / Chintotkae Sŏt）
平時の状態を示す。
珍島犬2号（진돗개 둘、Jindotgae Dul / Chintotkae Tul）
北朝鮮武装スパイの侵攻が予想される状態を示す。
珍島犬1号（진돗개 하나、Jindotgae Hana / Chintotkae Hana）
最高非常警戒態勢。軍、警察、予備軍が最優先で指定された地域に出動する。

## 発令された事件
- 粛軍クーデター
- 江陵浸透事件
- 第1延坪海戦
- 延坪島砲撃事件
- 江原道高城郡兵長銃乱射事件